# Locomotiva Thomas și prietenii săi - Sezonul 11
Locomotiva Thomas și prietenii săi este o serie de televiziune bazată pe Seria Căilor Ferate scrisă de Wilbert Awdry, în care ne este prezentată viața unui grup de locomotive și vehicule cu trăsături umane, ce trăiesc pe Insula Sodor.
Acest articol se referă la Sezonul 11. A fost produs în anul 2007 de HIT Entertainment.

## Difuzare în România
Acest sezon va fi difuzat pe postul TV JimJam, și va fi dublat în limba română.

## Sezonul 11
| #   | #  | Titlu Original               | Titlu Română                       |
| --- | -- | ---------------------------- | ---------------------------------- |
| 263 | 1  | Thomas and the Storyteller   | Thomas și Povestitoarea            |
| 264 | 2  | Emily's Rubbish              | Gunoiul lui Emily                  |
| 265 | 3  | Dream On                     | Visează în Continuare              |
| 266 | 4  | Dirty Work                   | Treburi Murdare                    |
| 267 | 5  | Hector the Horrid!           | Hector Nesuferitul                 |
| 268 | 6  | Gordon and the Engineer      | Gordon și Inginerul                |
| 269 | 7  | Thomas and the Spaceship     | Thomas și Nava Spațiailă           |
| 270 | 8  | Henry's Lucky Day            | Ziua Norocoasă a lui Henry         |
| 271 | 9  | Thomas and the Lighthouse    | Thomas și Farul                    |
| 272 | 10 | Thomas and the Big Bang      | Thomas și Bubuitura                |
| 273 | 11 | Smoke and Mirros             | Hocus Pocus                        |
| 274 | 12 | Thomas Sets Sail             | Thomas Ridică Pânzele              |
| 275 | 13 | Don't Be Silly, Billy!       | Nu Vi Prostuț Billy                |
| 276 | 14 | Edward and the Mail          | Edward și Poșta                    |
| 277 | 15 | Hide and Peep                | De-a V-ați Ascunselea              |
| 278 | 16 | Toby's Triumph               | Triumful lui Toby                  |
| 279 | 17 | Thomas and the Runaway Car   | Thomas și Mașina Fugară            |
| 280 | 18 | Thomas in Trouble            | Thomas Are Probleme                |
| 281 | 19 | Thomas and the Stinky Cheese | Thomas și Brânza Mirositoare       |
| 282 | 20 | Percy and the Left Luggage   | Percy și Bagajul Uitat             |
| 283 | 21 | Duncan Does it All           | Duncan le Face pe Toate            |
| 284 | 22 | Sir Handel in Charge         | Sir Handel este Șeful              |
| 285 | 23 | Cool Truckings               | Manevre Cool                       |
| 286 | 24 | Ding-a-Ling                  | Ding Dong                          |
| 287 | 25 | Skarloey Storms Through      | Skarloey Trece Prin Furtună        |
| 288 | 26 | Wash Behind Your Buffers     | Spasă-te în Spatele Amortizoarelor |